# Gâtul Diavolului (serial)
Gâtul Diavolului sau Peștera Diavolului (în bulgară Дяволското гърло, transliterat: Deavolskoto gărlo) este un serial polițist bulgar care a avut premiera la Nova TV la 28 februarie 2019. În rolurile principale au interpretat actorii Vladimir Karamazov, Teodora Duhovnikova și Valeri Iordanov.
Serialul spune povestea unei anchete penale asupra crimelor oribile care au loc în Regiunea Smolean. A fost filmat aproape în întregime în Rodopi. Producătorii serialului sunt Evtim Miloșev și Ivan Spasov.